# Fushimi-Tennō
|  | Per a altres significats, vegeu «Fushimi». |

Fushimi (伏見 天皇, Fushimi-Tennō) (10 de maig del 1265 - 8 d'octubre del 1317) va ser el 92è emperador del Japó, segons l'ordre tradicional de successió. Va regnar entre el 1287 i el 1298. Abans de ser ascendit al Tron de Crisantem, el seu nom personal (imina) era Príncep Imperial Hirohito (熈 仁 亲王, Hirohito-shinnō).
El Príncep Imperial Hirohito va ser nomenat Príncep de la Corona el 1275, com a hereu del seu cosí segon, l'emperador Go-Uda, de la branca Daikakuji-tō. Les maniobres polítiques del seu pare, l'emperador Go-Fukakusa de la branca Jimyōin-tō, van ser la causa d'aquesta decisió.
El 1287, després de les pressions de la Cort i del shogunat, l'emperador Go-Uda abdica a favor del seu cosí segon. El Príncep Imperial Hirohito assumeix el tron com l'emperador Fushimi, amb 22 anys.
Durant els dos primers anys, les dues branques es van alternar el poder, però en 1289, l'emperador enclaustrat Go-Fukakusa finalitzar el seu regnat, tenint el control directe de l'emperador Fushimi. En aquest mateix any, ell decideix que el seu fill (el futur emperador Go-Fushimi) sigui el Príncep de la Corona, incrementant l'antagonisme dels Daikakuji-tō. El 1290, la família d'Asawara Tameyori intentà assassinar l'emperador.
Durant el regnat de l'emperador Fushimi, es va intentar convèncer la noblesa en derrotar el shogunat Kamakura, però no va aconseguir més que l'enfortiment d'aquest. En 1298, l'emperador Fushimi abdica als 33 anys, a favor del seu fill, l'emperador Go-Fushimi.
A partir de llavors, l'emperador Fushimi fungí com a emperador enclaustrat, però el 1301 és forçat a abdicar juntament amb el seu fill, quan el Daikakuji-tō reprèn el poder i assumeix el tron l'emperador Go-Nijō. En 1308, amb l'ajuda del shogunat, el seu quart fill assumeix el tron com l'emperador Hanazono, i així l'emperador Fushimi es converteix novament en emperador enclaustrat.
El pla d'alternar el poder entre les branques Daikakuji i Jimyōin no va resultar reeixit durant el regnat de l'emperador Fushimi, i ambdues branques es barallarien pel tron, causant l'inici de l'Era de les Corts Nord i Sud.
En 1317, l'emperador Fushimi mor als 52 anys.